# Веденяпино (Спасский район)
Веденяпино — село в Спасском районе Пензенской области России. Административный центр Веденяпинского сельсовета.

## География
Село находится в северо-западной части Пензенской области, в лесостепной зоне, в пределах северной окраины Керенско-Чембарской возвышенности, на правом берегу реки Кельда, при автотрассе М5, на расстоянии примерно 18 км (по прямой) к юго-востоку от Спасска, административного центра района. Абсолютная высота — 214 м над уровнем моря.

### Климат
Климат характеризуется как умеренно континентальный, с холодной зимой и умеренно жарким летом. Среднегодовая температура — 3,7 °C. Средняя температура воздуха самого холодного месяца (января) составляет −12 °C (абсолютный минимум — −45 °C); самого тёплого месяца (июля) — 19,1 °C (абсолютный максимум — 38 °С). Безморозный период длится 130 дней. Годовое количество атмосферных осадков — 538 мм, из которых большая часть выпадает в период с апреля по октябрь. Снежный покров держится в среднем 136 дней.

## Население
| 1746 | 1763 | 1864 | 1877 | 1897 | 1911 | 1926 |
| ---- | ---- | ---- | ---- | ---- | ---- | ---- |
| 442  | ↗514 | ↗532 | ↗533 | ↗543 | ↗588 | ↗625 |
| 1930 | 1939 | 1959 | 1979 | 1989 | 1996 | 2002 |
| ↘613 | ↘452 | ↘340 | ↘313 | ↗361 | ↘358 | ↘295 |
| 2010 |      |      |      |      |      |      |
| ↘232 |      |      |      |      |      |      |

### Национальный состав
Согласно результатам переписи 2002 года, в национальной структуре населения русские составляли 97 % из 295 чел.

## Достопримечательности
В селе имеются две рядом расположенные, почти разрушенные церкви: Успенская (восточная) церковь и Никольская (западная) церковь.

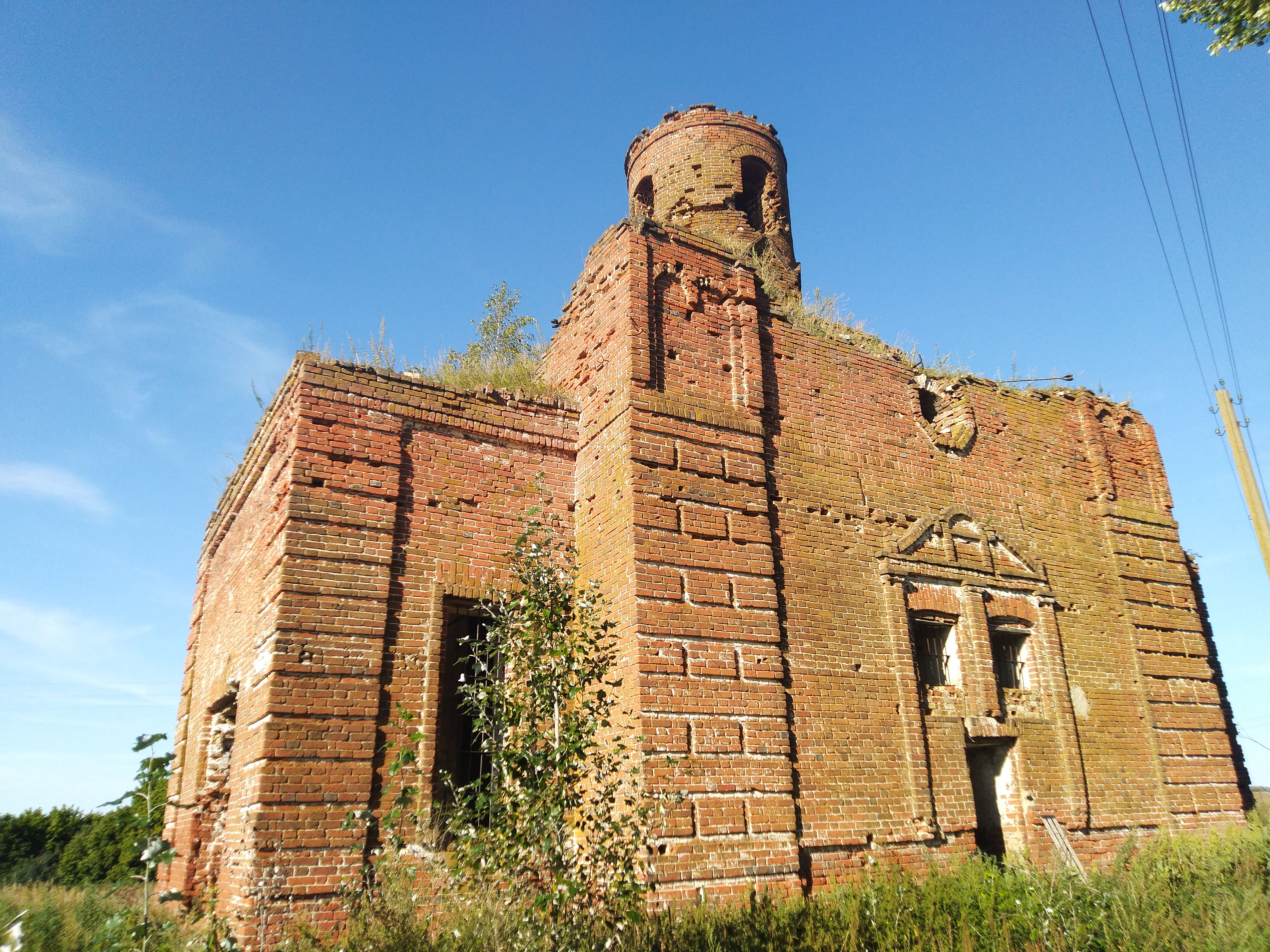
Успенская церковь
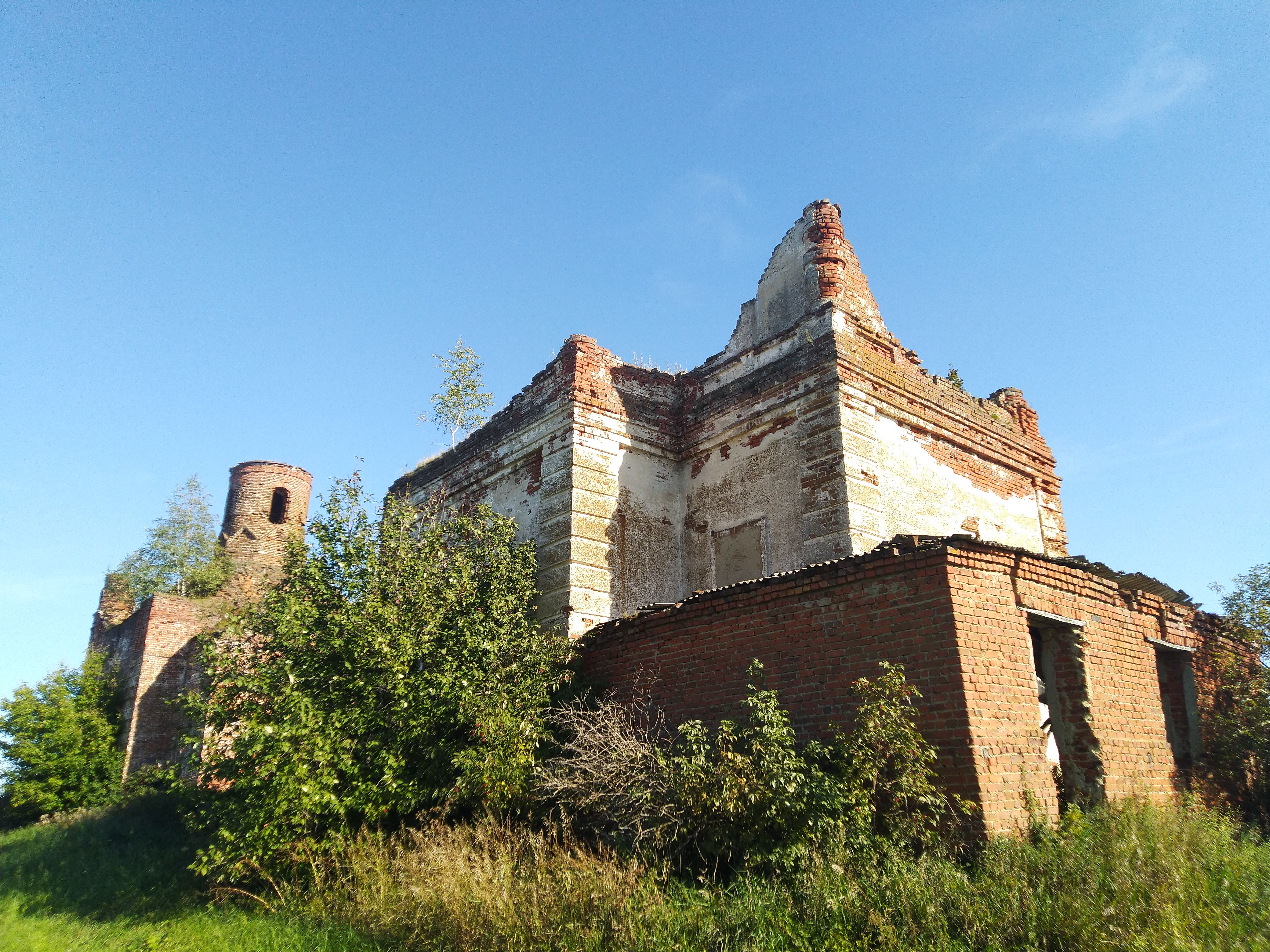
Никольская церковь